# Luisa Cervera Cevedon
Luisa Haydee Cervera Cevedon (4 de juny de 1964, Lima) és una exjugadora de voleibol del Perú. Va ser internacional amb la Selecció femenina de voleibol del Perú. Va competir en els Jocs Olímpics d'Estiu de 1984 a Los Angeles i va guanyar la medalla de plata en els Jocs Olímpics d'Estiu de 1988 a Seül. També va guanyar la medalla de bronze en el Campionat del Món de voleibol femení disputat a Praga en 1986.